# Jim Baxter
James Curran Baxter (29 de setembre de 1939 - 14 d'abril de 2001) fou un futbolista escocès de la dècada de 1960.
Fou internacional amb la selecció d'Escòcia i amb la selecció de la lliga escocesa. Pel que fa a clubs, defensà els colors de Rangers, Sunderland i Nottingham Forest.

## Palmarès
Rangers
- Lliga escocesa de futbol: 1960-61, 1962-63, 1963-64
- Copa escocesa de futbol: 1961-62, 1962-63, 1963-64
- Copa de la Lliga escocesa de futbol: 1960-61, 1961-62, 1963-64, 1964-65